# Tellina inaequistriata
Tellina inaequistriata är en musselart som beskrevs av Donovan 1802. Tellina inaequistriata ingår i släktet Tellina och familjen Tellinidae. Inga underarter finns listade i Catalogue of Life.